# The Gazette (Montreal)

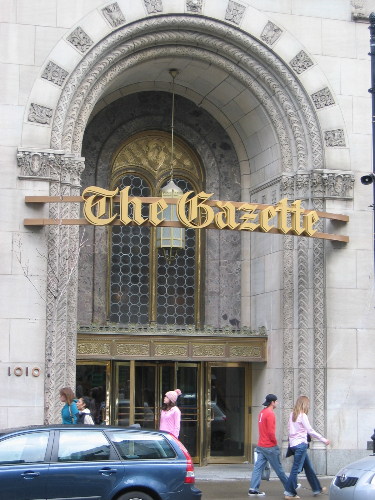
Eingangspforte des The Gazette in Montreal

Die Montreal Gazette, auch The Gazette genannt, ist die Tageszeitung für die englischsprachige Minderheit in der Provinz Québec in Kanada.
Sie wurde 1778 das erste Mal aufgelegt, damals noch in Französisch unter dem Namen La Gazette und wurde nur ein Jahr später wieder eingestellt.
1785 wurde sie unter dem Namen La Gazette de Montréal neu aufgelegt und entwickelte sich über die kommenden Jahre von einer französisch-englischen Publikation zu einer rein englischsprachigen Zeitung.
Bis in die zweite Hälfte des 20. Jahrhunderts stand sie zu insgesamt drei englischsprachigen Zeitungen in Konkurrenz. Diese wurden aber alle eingestellt, so dass die Montreal Gazette heute die einzige englischsprachige Tageszeitung in Québec ist. Sie steht nun in Konkurrenz zu drei Tageszeitungen, die ausschließlich in Französisch erscheinen.
Aufgelegt wird sie in Montréal mit einer Auflage von ca. 450.000 Exemplaren.